# Syngonium standleyanum
Syngonium standleyanum är en kallaväxtart som beskrevs av George Sydney Bunting. Syngonium standleyanum ingår i släktet Syngonium och familjen kallaväxter. Inga underarter finns listade.